# Алхимические символы

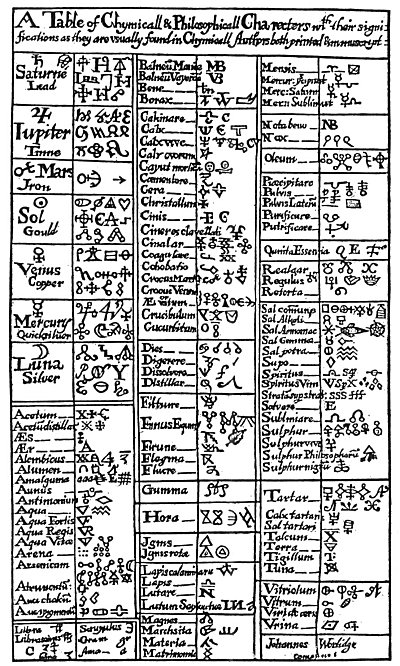
Таблица алхимических символов из «Последнего завещания» Василия Валентина (около 1670 года).

Алхими́ческие си́мволы, первоначально разработанные в рамках протонауки алхимии, использовались для обозначения некоторых химических элементов и соединений вплоть до XVIII века. Начертание символов было в большой степени стандартизировано, однако и сами символы, и стиль их начертания у разных алхимиков могли отличаться. Здесь приведены наиболее общие символы и начертания.

## Три основных символа
Согласно Парацельсу, три первичных вещества (основных символа) (лат. Tria Prima) — это:
- Соль  🜔, основная субстанция/базовая материя;
- Ртуть (Меркурий)  ☿ 🜐 🜑 🜒, флюид, связующий Верх и Низ (жидкость, связующая Небо и Землю). Киноварь (cульфид ртути) — 🜓.
- Сера (Сульфур)  🜍, вездесущий дух жизни. 🜎 — филос., 🜏 — чёрная сера.

## Аристотелевские элементы
- Земля  🜃
- Вода  🜄
- Воздух  🜁
- Огонь  🜂

🜀 — алхимический символ для квинтэссенции.

## Семь алхимических металлов
Алхимическими металлами «управляют» семь планет классической астрологии. В алхимической практике для обозначения металла чаще всего используется символ управляющего космического тела:
- Солнце ☉☼ управляет Золотом, 79Au
- Луна ☽ управляет Серебром, 47Ag
- Венера ♀ управляет Медью, 29Cu
- Марс ♂ управляет Железом, 26Fe
- Юпитер ♃ управляет Оловом, 50Sn
- Меркурий ☿ управляет Ртутью, 80Hg
- Сатурн ♄ управляет Свинцом, 82Pb

Планеты Уран (1781), Нептун (1846) и карликовая планета Плутон (1930) были открыты уже после того, как на смену практической алхимии пришла химия, и не имеют соответствующих алхимических символов.

## Другие вещества
Мунданные («мирские») элементы, руды и другие вещества:
- Сурьма  (руда (стибнит) 🜫, сублимат 🜬, соль 🜭)
- Мышьяк  или 🜺
- Висмут  🜾
- Платина
- Цинк
- Амальгама 🝛
- Витриоль (название некоторых сульфатов металлов, в частности, купороса) 🜖
- Золото 🜚
- Серебро 🜛
- Каменная соль (галит, sal gemmae) 🜘 🜙
- Железная руда 🜜 (🜞 crocus martis, 🜟 regulus martis)
- Медная руда 🜠
- Оксид меди (crocus veneris, aes ustum) 🜣 🜤
- Ацетат меди (aes viride) 🜨
- Щёлочь 🜶 🜷

## «Иероглифическая монада» Джона Ди

Иероглифическая монада Джона Ди.

Английский математик, астроном, астролог и оккультист Джон Ди (1527—1608 или 1609) разработал иероглифическую монаду (лат. Monas Hieroglyphica) — композитный глиф, который он описал как сочетание символов Солнца, Луны и первичных элементов.

## Символы важных растворителей
- Aqua Fortis, 🜅 A.F. (азотная кислота)
- Aqua Regia, 🜆 A.R. (царская водка)
  - 🜇 — balneum arenae (песчаная баня), lapis armenus[англ.] (армянский камень).
- Spiritus Vini, 🜈 / 🜉 S.V. (этанол)
- Уксус 🜊 🜋 🜌

## Двенадцать основных алхимических процессов

«Квадратура круга»: алхимический символ философского камня, XVII век.

Двенадцать алхимических процессов рассматриваются как основа современных химических процессов. Каждым из этих процессов «управляет» один из двенадцати знаков зодиака:
- Разложение путём окисления/прокаливания; Calcination (Овен )
- Модификация через застывание/коагуляцию; Congelation (Телец )
- Модификация через фиксацию; Fixation (Близнецы )
- Соединение (союз) через растворение; Dissolution (Рак )
- Разложение путём пищеварения/прогревания; Digestion (Лев )
- Разделение (сепарация) путём дистилляции; Distillation (Дева )
- Разделение путём сублимации (возгонки вещества); Sublimation (Весы )
- Разделение путём фильтрации; Separation (Скорпион )
- Модификация через размягчение до воскообразного состояния; Incineration (Стрелец )
- Разложение путём ферментации/путрефакции; Fermentation (Козерог )
- Соединение (союз) через умножение; Multiplication (Водолей )
- Соединение (союз) через проекции/проецирование; Projection (Рыбы ).